# Trichilia elegans
Trichilia elegans là một loài thực vật có hoa trong họ Meliaceae. Loài này được A.Juss. miêu tả khoa học đầu tiên năm 1829.